# Mixomelia saccharivora
Mixomelia saccharivora là một loài bướm đêm trong họ Noctuidae.